# Henri Weber

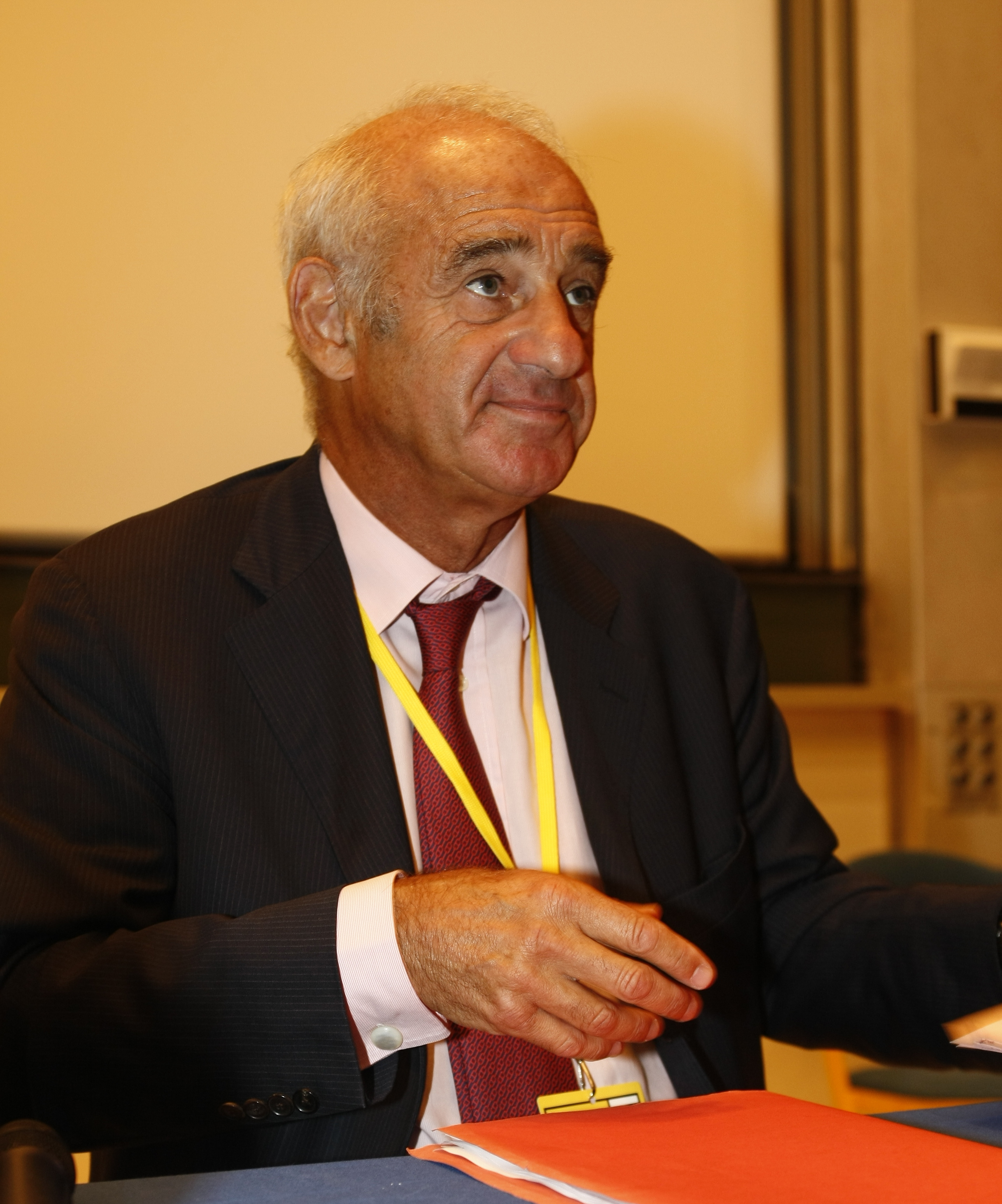
Henri Weber

Henri Weber (n. 23 iunie 1944, Ленинобод, Republica Sovietică Socialistă Tadjikă, URSS – d. 26 aprilie 2020, Avignon, Grand Avignon⁠(d), Franța) a fost un om politic francez, membru al Parlamentului European în perioada 2004-2009 din partea Franței. 